# Vilho Vauhkonen
Vilhelm „Vilho“ Vauhkonen (* 6. Februar 1877 in Pieksämäki; † 1. Februar 1957 in Helsinki) war ein finnischer Sportschütze.

## Erfolge
Vilho Vauhkonen nahm an den Olympischen Spielen 1912 in Stockholm und 1920 in Antwerpen teil. 1912 belegte er im Mannschaftswettbewerb mit dem Freien Gewehr im Dreistellungskampf den fünften Platz, während er das Einzel auf dem 41. Platz abschloss. Acht Jahre darauf ging Vauhkonen in acht Disziplinen an den Start und erreichte in sieben davon eine Top-Ten-Platzierung. In der Liegend-Position mit dem Armeegewehr gewann er im Mannschaftswettbewerb an der Seite von Kaarlo Lappalainen, Voitto Kolho, Veli Nieminen und Magnus Wegelius die Bronzemedaille, im Einzel wurde er Vierter. Im Dreistellungskampf mit dem Freien Gewehr verpasste er ebenfalls als Vierter mit der Mannschaft einen weiteren Medaillengewinn. Eine zweite Bronzemedaille sicherte er sich schließlich in der Mannschaftskonkurrenz des Laufenden Hirschs im Doppelschuss, als er mit Yrjö Kolho, Robert Tikkanen, Nestori Toivonen und Magnus Wegelius den dritten Platz hinter Norwegen und Schweden belegte.